# Denver
Denver este capitala statului Colorado al Statelor Unite ale Americii. Populația sa este de aproximativ 650.000 locuitori.

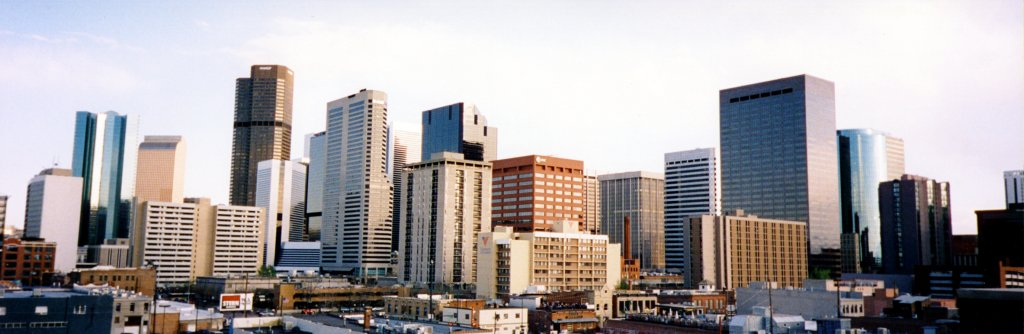
Denver

## Personalități marcante
- John Michael Lounge, astronaut